# Мілан Майсторович
Мілан Майсторович (серб. Милан Мајсторовић, нар. 21 лютого 2005, Новий Сад, Сербія) — сербський футболіст, центральний захисник московського «Динамо».

## Ігрова кар'єра

### Клубна
Мілан Майсторович народився у місті Новий Сад і є вихованцем місцевого клубу «Воєводина». Але в основі команди Мілан не провів жодного матчу. В серпні 2022 року стало відомо, що по досягненню свого повноліття футболіст перейде до московського «Динамо». У січні 2023 року футболіст прибув у розташування «Динамо» і був відправлений на зимові збори разом з командою.
11 березня 2023 року у матчі проти «Краснодара» Майсторович дебютував у чемпіонаті Росії. 14 травня 2023 року в поєдинку проти «Ахмата» футболіст отримав травму хрестоподібних зв'язок і на тривалий час залишився поза грою.

### Збірна
У 2022 році у складі юнацької збірної Сербії (U-17) Мілан Майсторович брав участь у юнацькому чемпіонаті Європи в Ізраїлі, де його збірна дісталась півфіналу.